# Arborele Lumii
Arborele Lumii este o revistă enciclopedică de cultură generală, în limba română, care a fost publicată săptămânal pe parcursul a mai mulți ani. Revista prezintă de fapt o enciclopedie de colecție, formată din 11 bibliorafturi cu 264 de numere.
Conținutul este structurat pe capitole:
- Animale și plante
- Corpul omenesc
- Istoria universală
- Planeta Pamânt
- Știință și tehnologie
- Arta și omul
- Atlasul lumii